# Submåne
En submåne (även undermåne, subsatellit och undersatellit) är inom astronomin en teoretisk måne vars centralkropp i sin tur också är en måne, det vill säga en måne till en måne.
Det finns inga kända submånar i solsystemet (2015). I de flesta fall skulle tidvattenkrafterna av moderkroppen göra ett sådant system instabilt.

## Möjliga kandidater

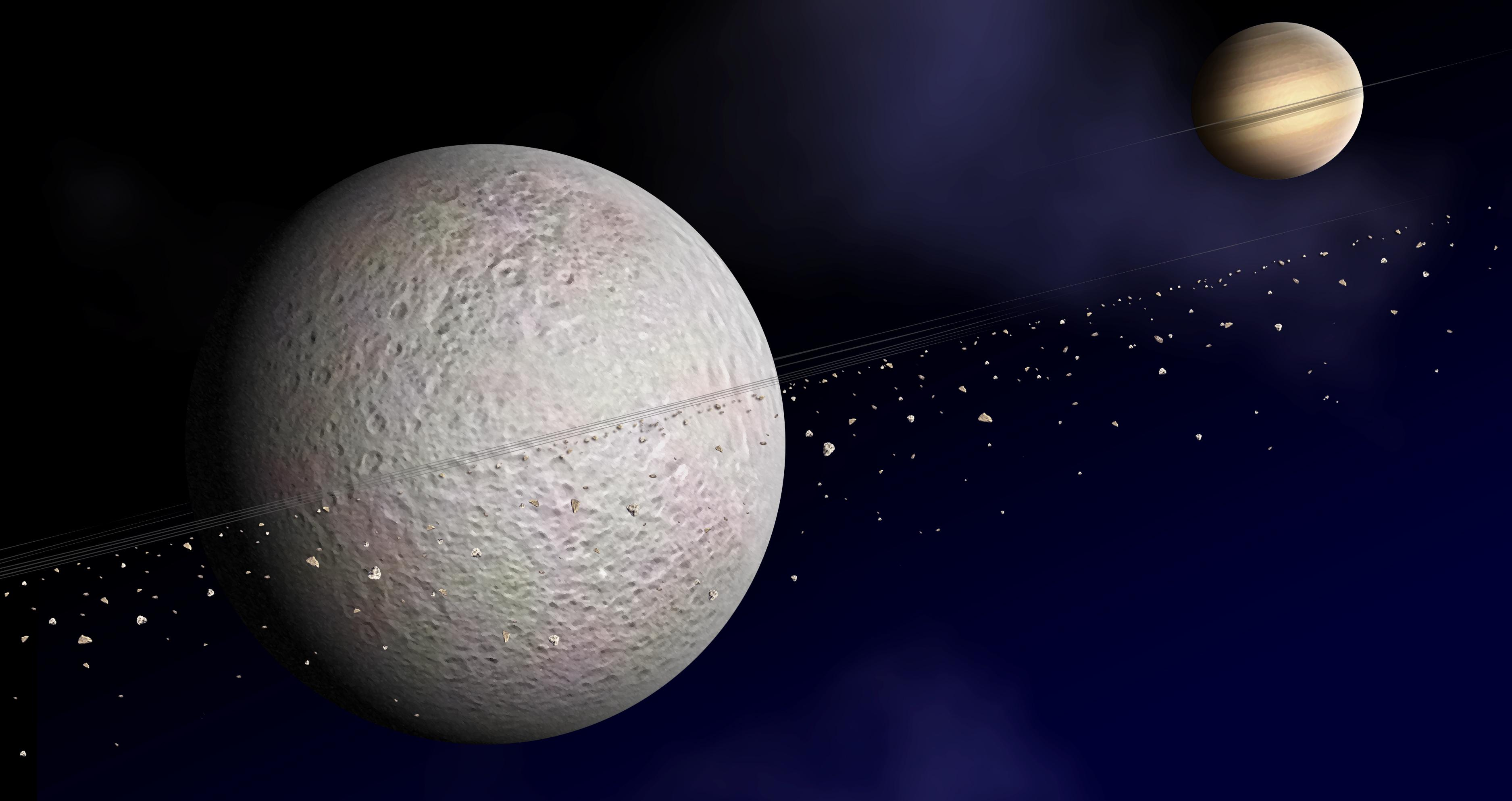
Impression av ett ringsystem runt Rhea.

Beräkningar efter den senaste tidens upptäckt av ett eventuellt ringsystem runt Saturnus måne Rhea visar dock att submånar till Rhea skulle ha stabila banor. Vidare förutsägs ringarna att vara smala, ett fenomen som normalt förknippas med herdemånar. Riktade bilder tagna av Cassini kunde dock inte upptäcka några ringar till Rhea.
Det har också föreslagits att Saturnus måne Japetus hade en submåne i det förflutna; detta är en av flera hypoteser som har lagts fram för att redogöra dess ekvatoriella ås.

## Utanför solsystemet

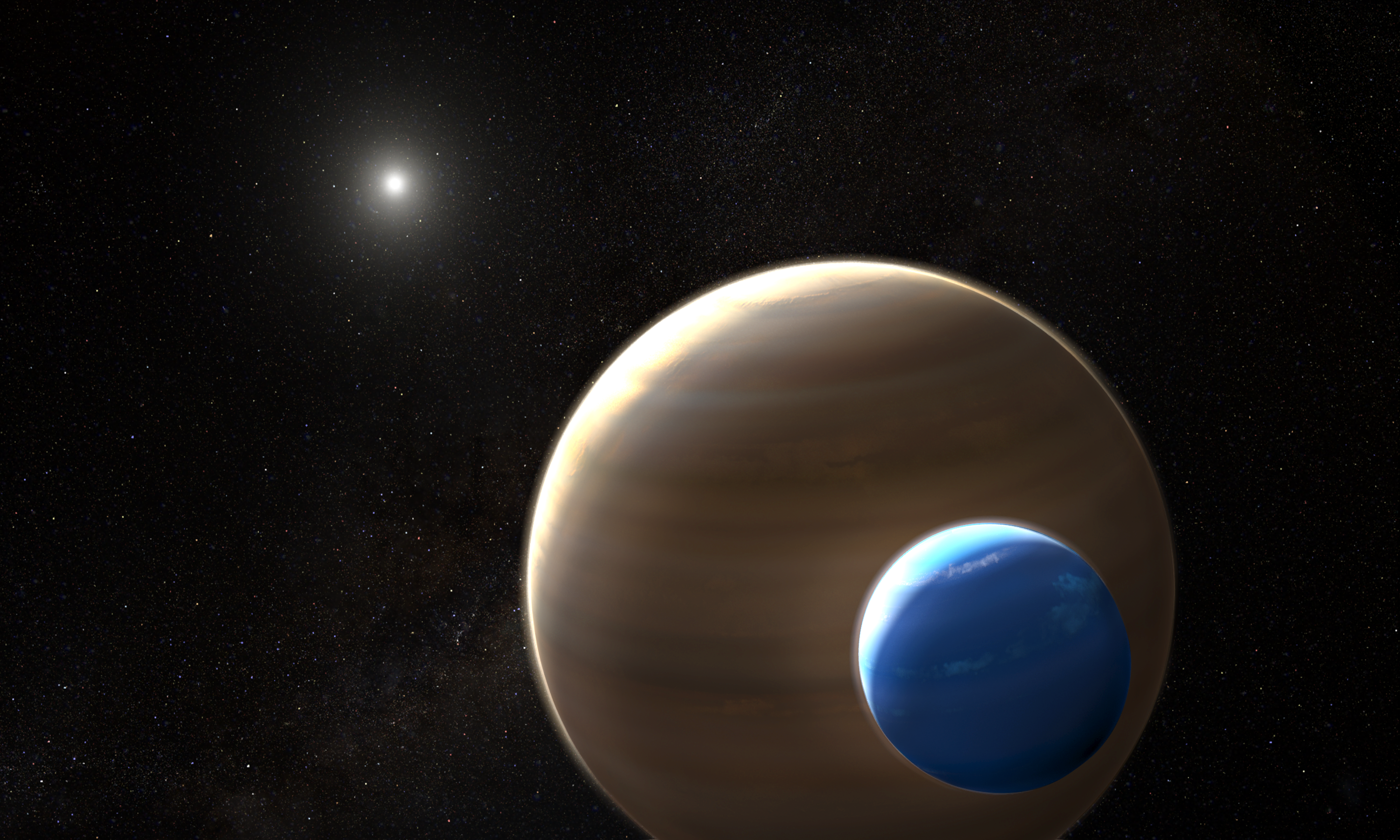
Impression av Kepler-1625b med sin måne.

År 2018 upptäcktes en exomåne runt Jupiter-liknande exoplaneten Kepler-1625b. Månen tros vara lika stor som Neptunus, och kan ha submånar.